# Sangerhausen
Sangerhausen település Németországban, azon belül Szász-Anhalt tartományban. Lakosainak száma 25 300 fő (2023. december 31.). Sangerhausen Wallhausen, Südharz, Harzgerode, Mansfeld, Allstedt és Edersleben községekkel határos.

## Fekvése
Lipcsétől északnyugatra fekvő település.

## Története
Sangerhausent frank telepesek alaqpították. Nevét egy 840-ben kelt oklevél említette először. Sangerhausen a 12. század elején a türingiai grófok tulajdonába került, 1249-től kezdve a Wettiniek birtoka volt. A 12. század elején kapott városjogot.  Fontos kereskedelmi utak mentén feküdt, ezért kedvező fekvése, majd a különféle kézműiparosok és a rézbányászat folytán biztosított volt a város fejlődése. Fénykorát a 17. század végén élte. 1865-ben Sangershausenban gépgyárat létesítettek, és a nagy erdőirtások nyomán intenzívvé vált a mezőgazdasági termelés is. 1903-ban megnyílt a Rosarium, mely messze földön hírnevet szerzett. A második világháború után újra megélénkült a rézbányászat, miáltal a város gyors fejlődésnek indult; új modern negyedei épültek.

## Nevezetességek
- Rosarium (Rózsakert) - A 12,5 hektár kiterjedésű rózsakert a város egyik legfőbb nevezetessége. A mintegy 6000 féle kerti és számos vadrózsafajta, és a 200 különféle fát tartalmazó arborétum maradandó élményt jelent.
- Spengler múzeum - geológiai, természettudományi és várostörténeti gyüjteménnyel rendelkezik.
- Városháza- 1431 után épült, alapjaiban késő gótikus épület.
- Ulrik templom
- Jakab-templom
- Favázas házak - az egykori piactér és az egykori gabonapiac körül.

## Galéria

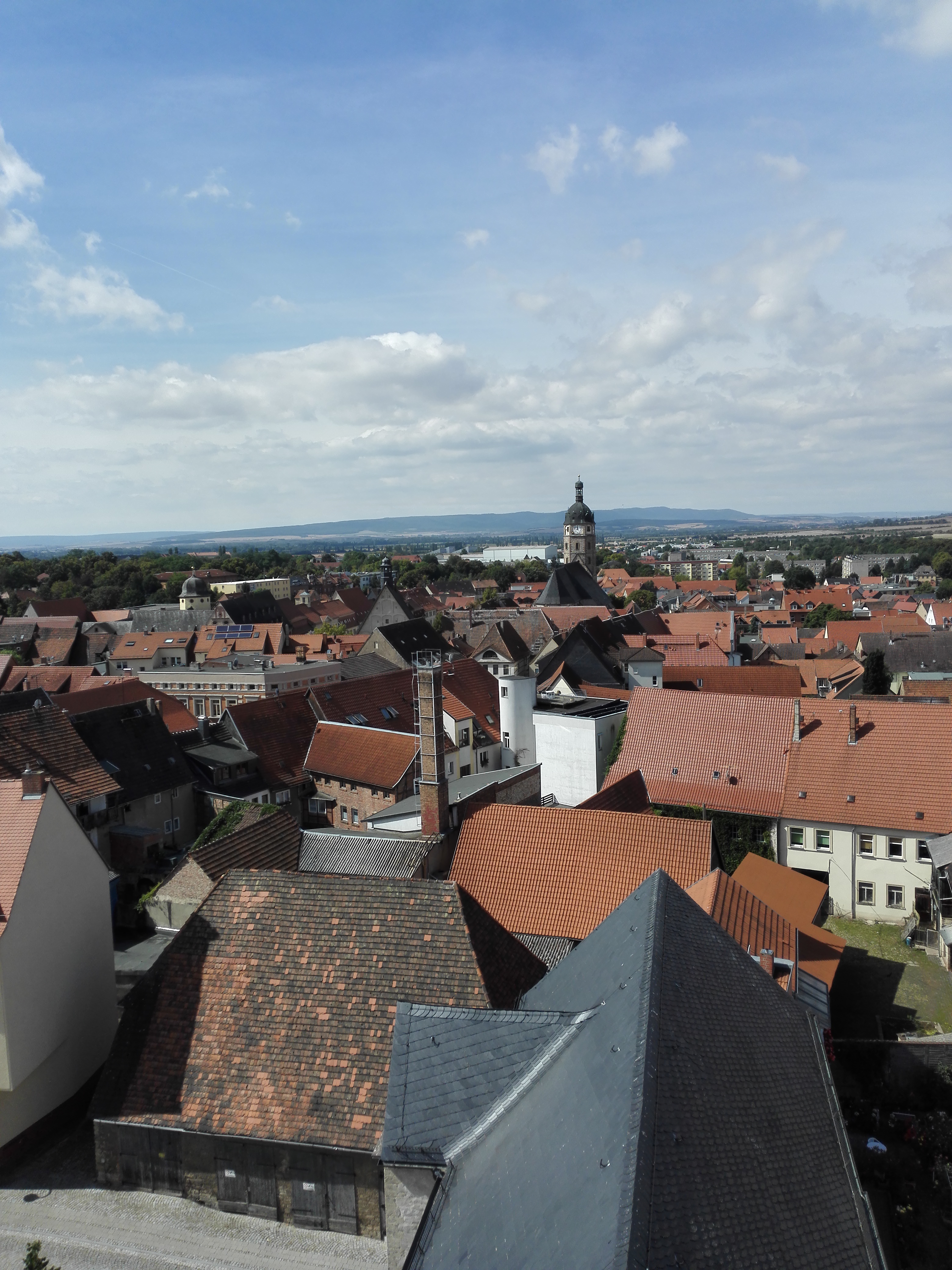
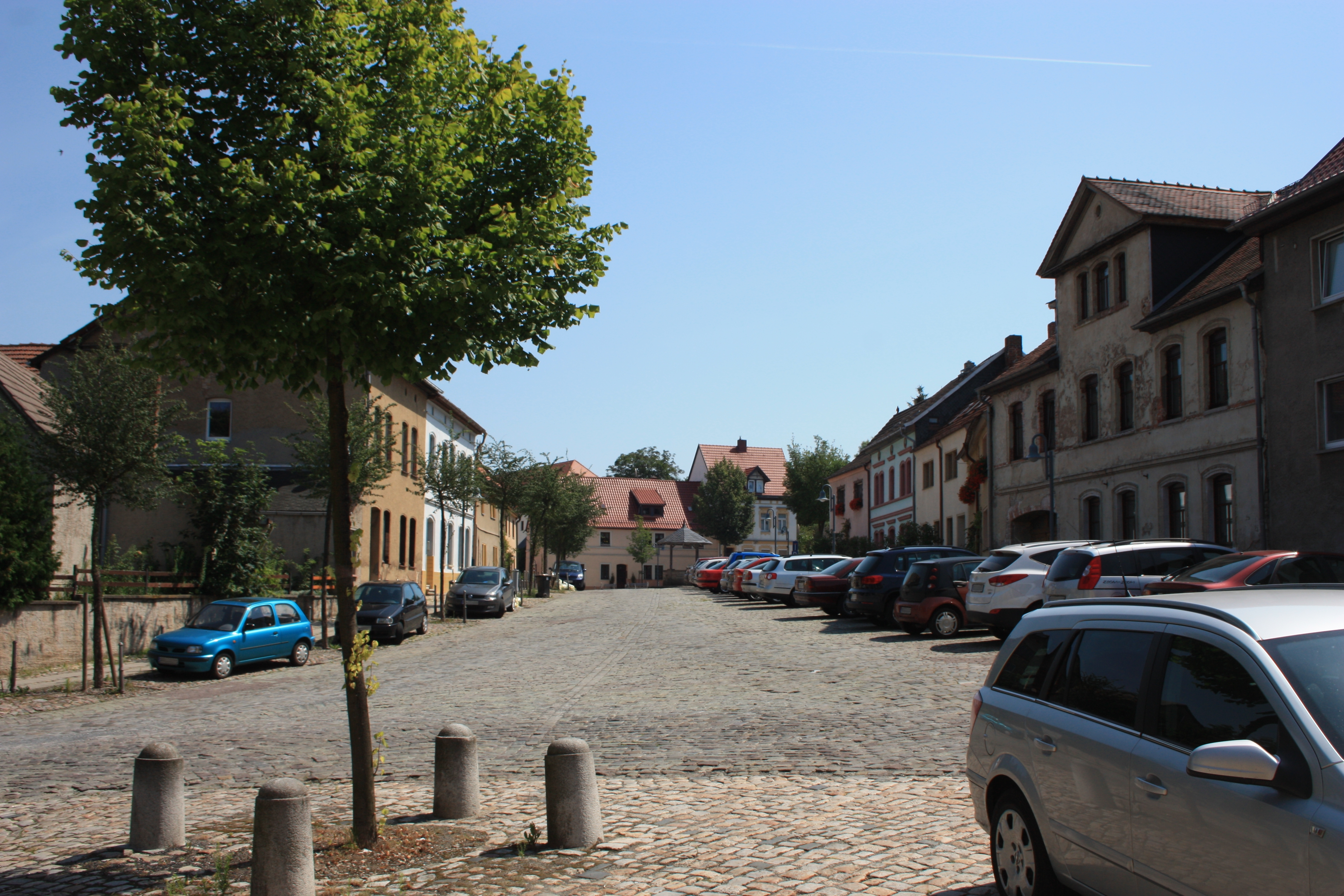
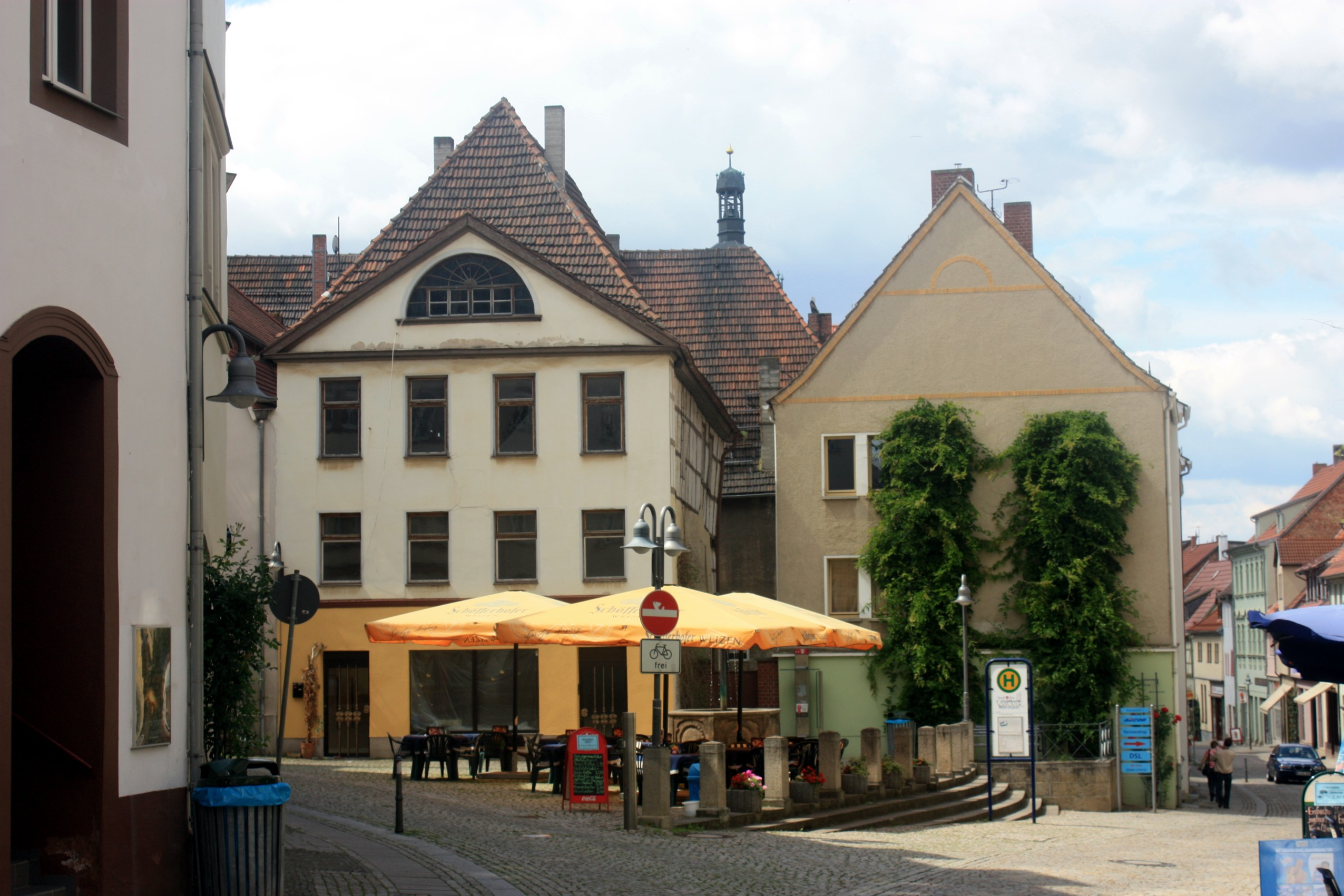
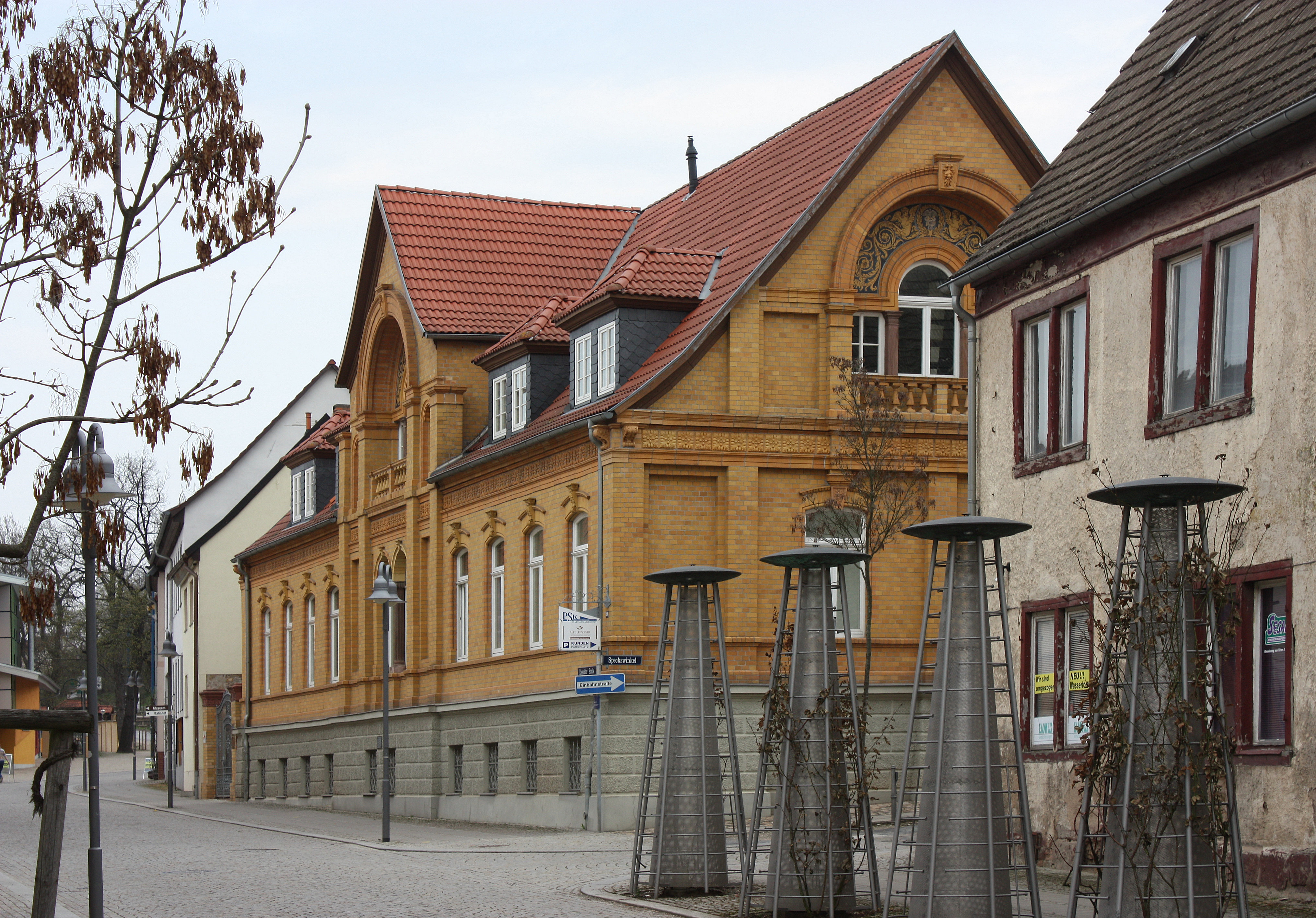
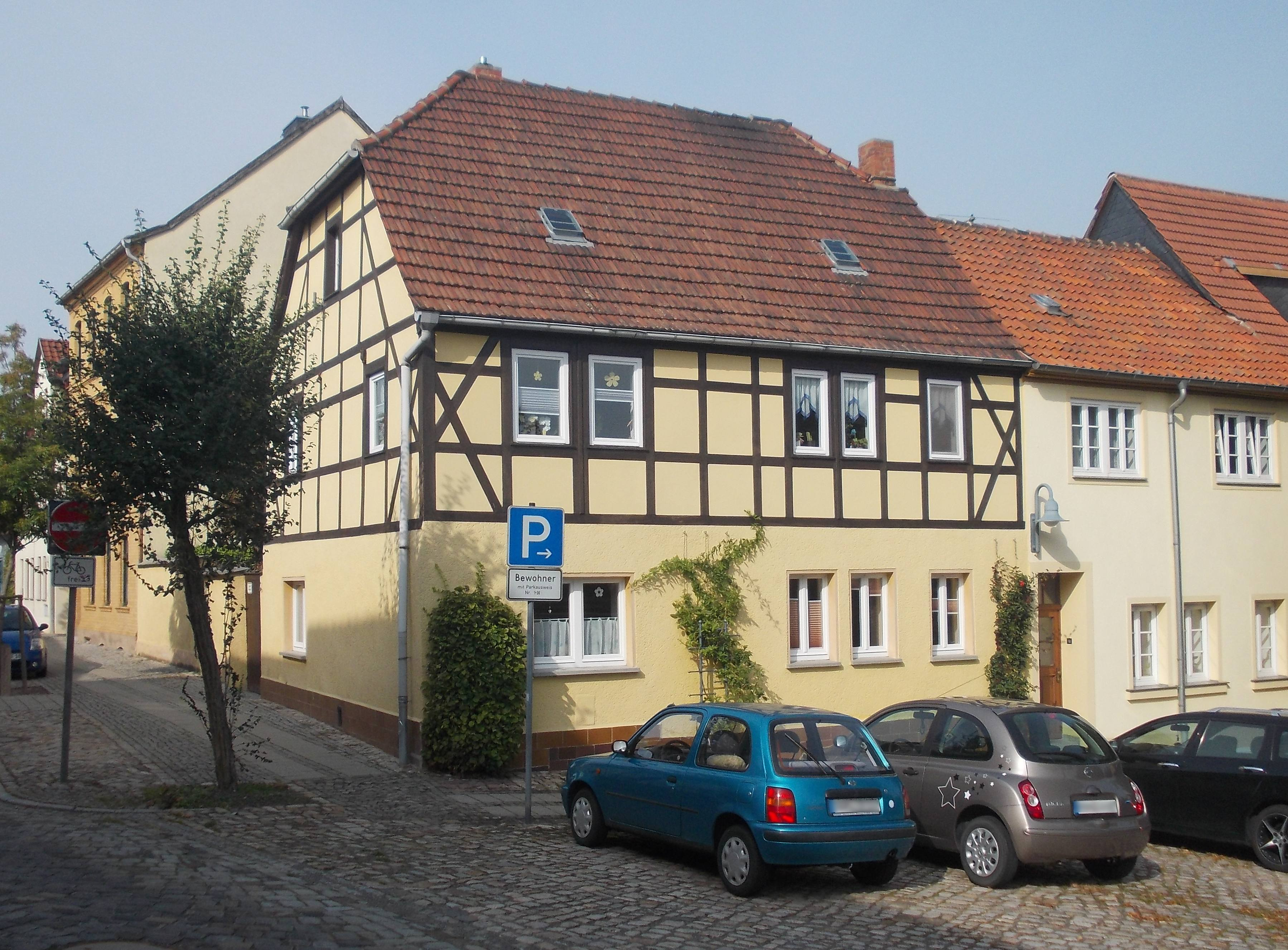
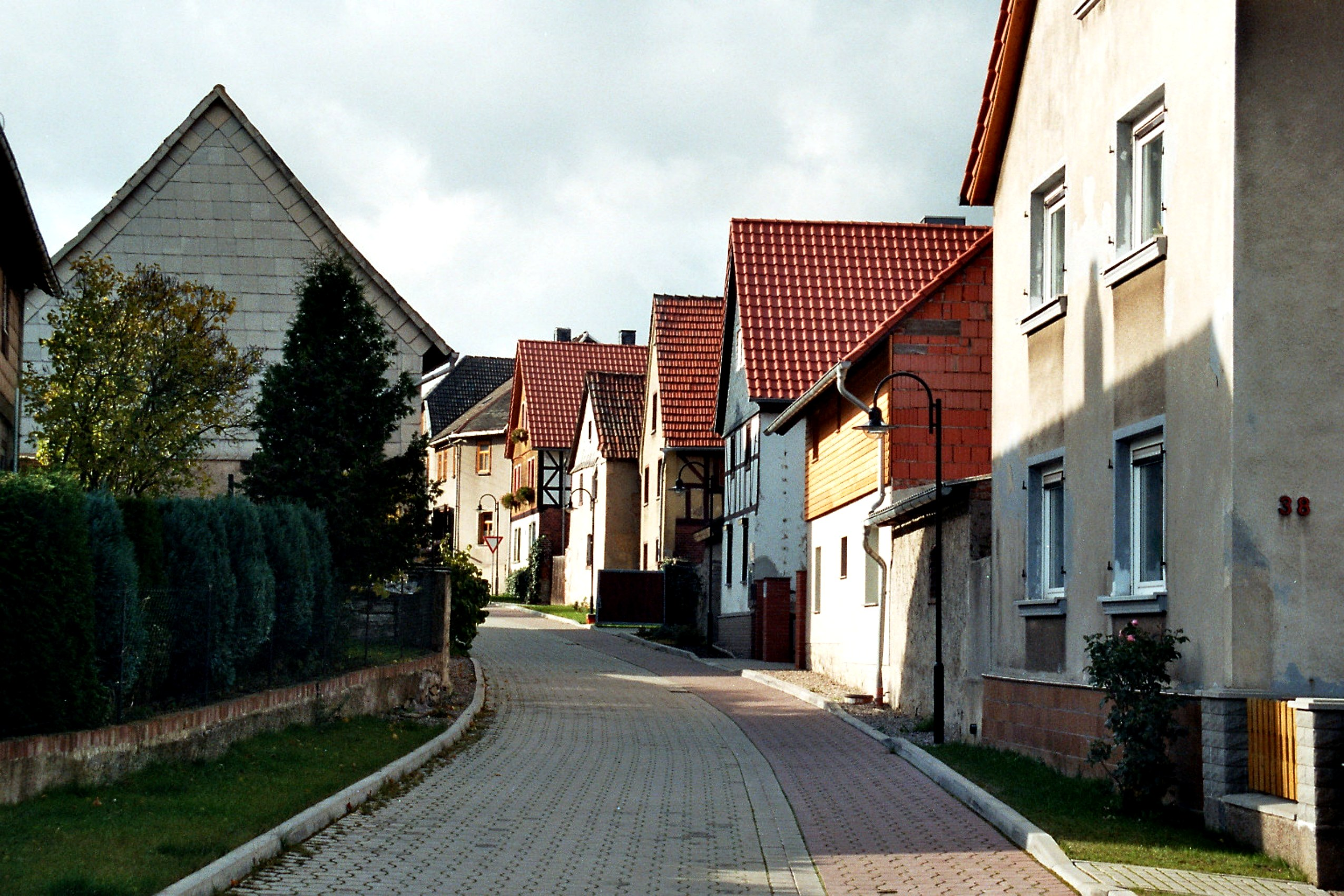
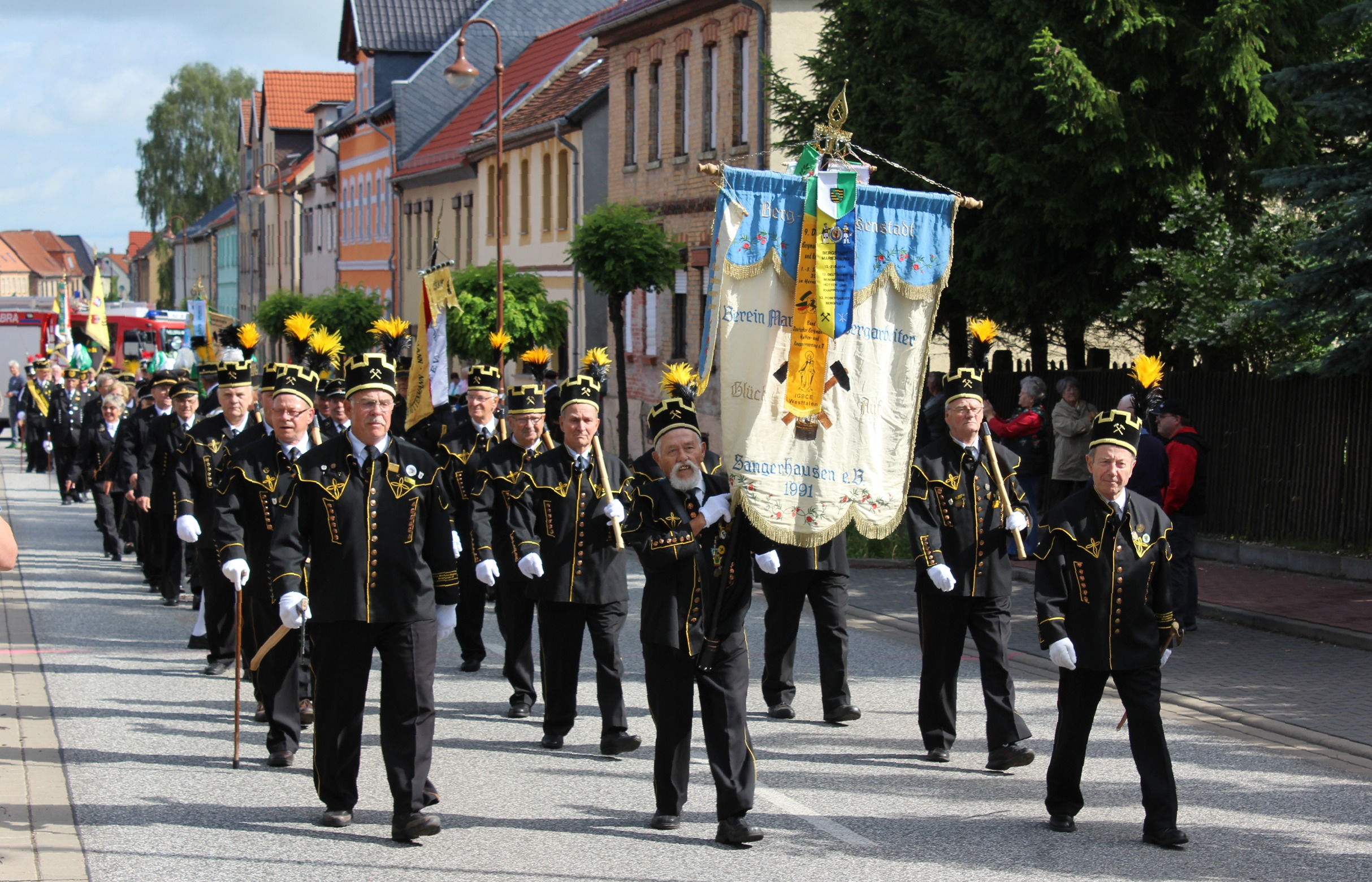

## Rosárium (Rózsakert)

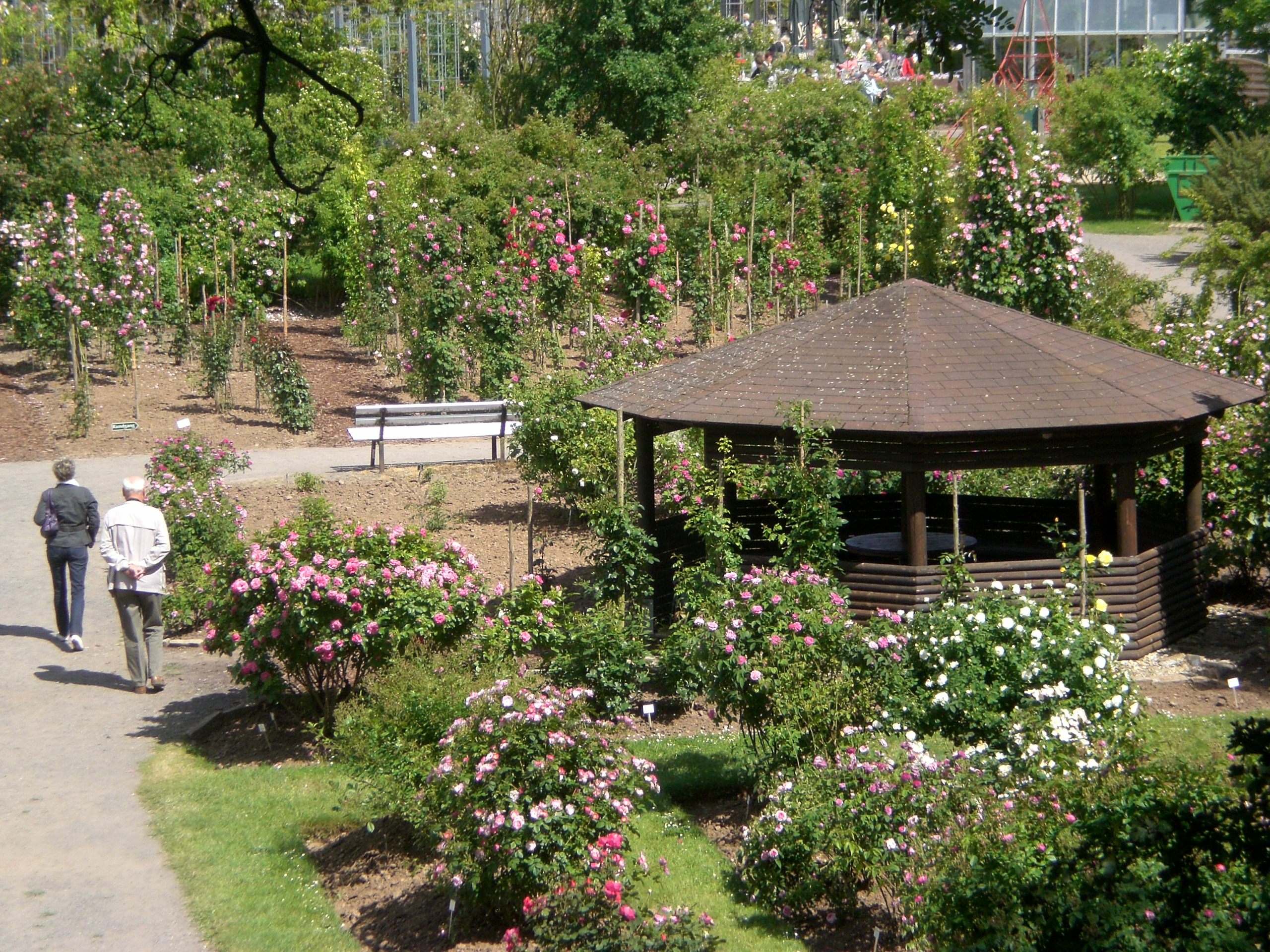
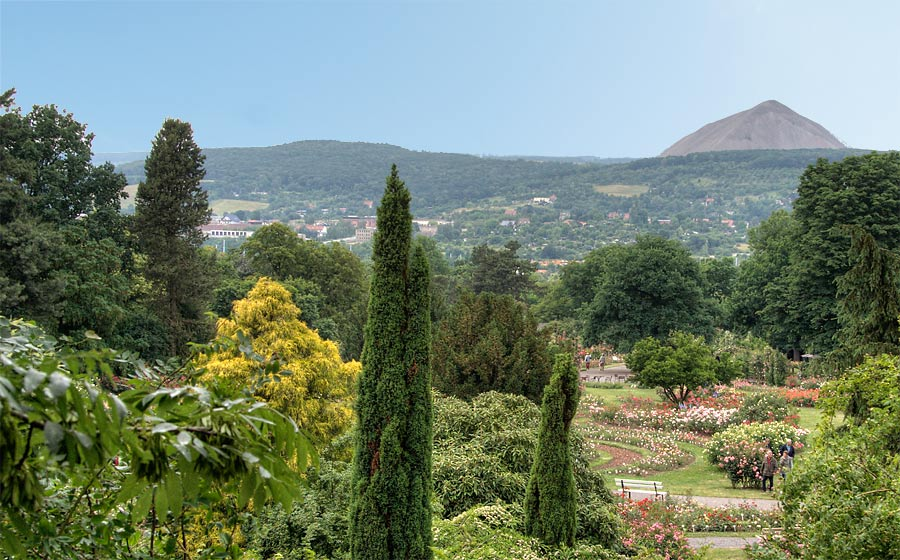
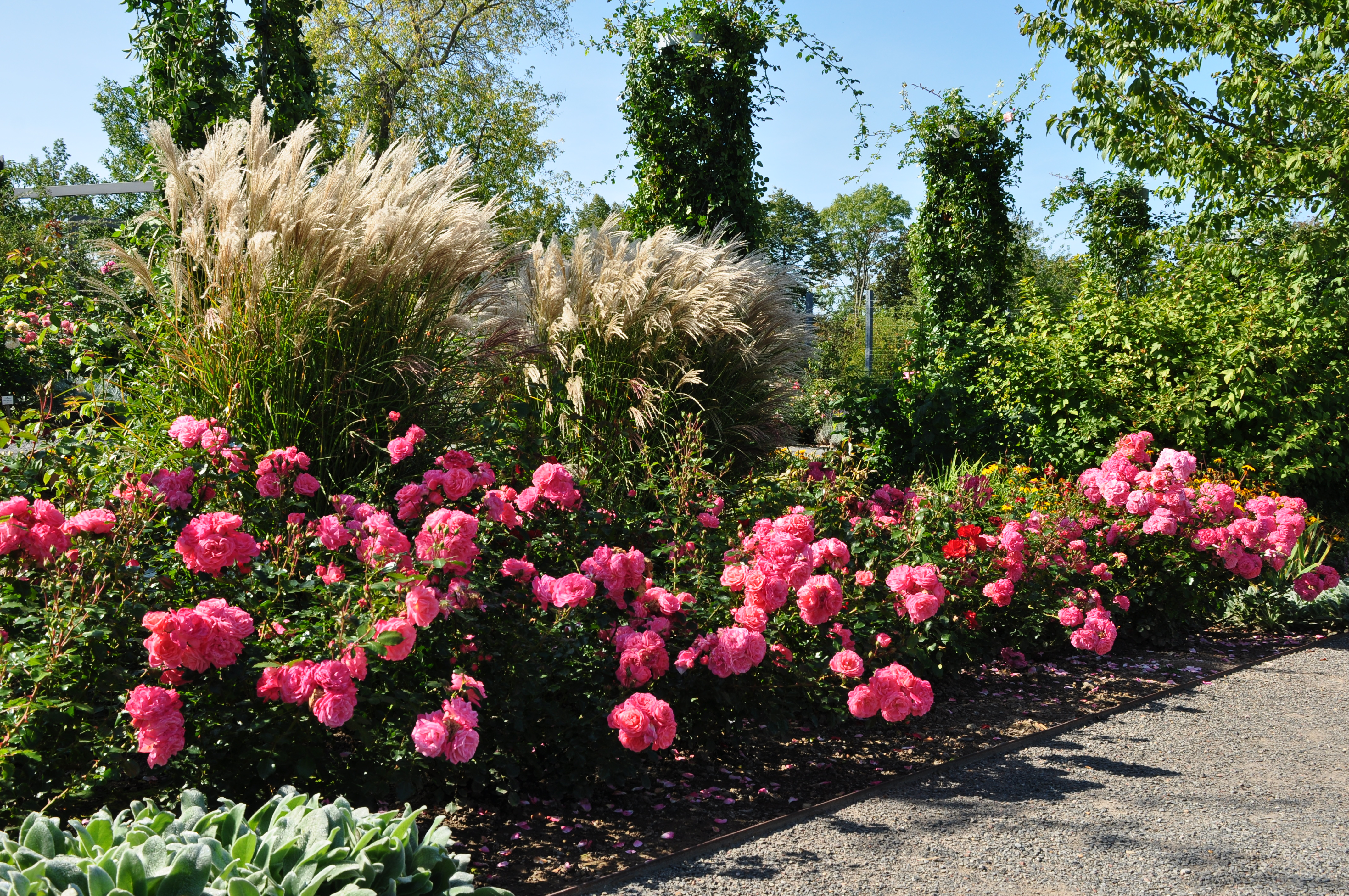
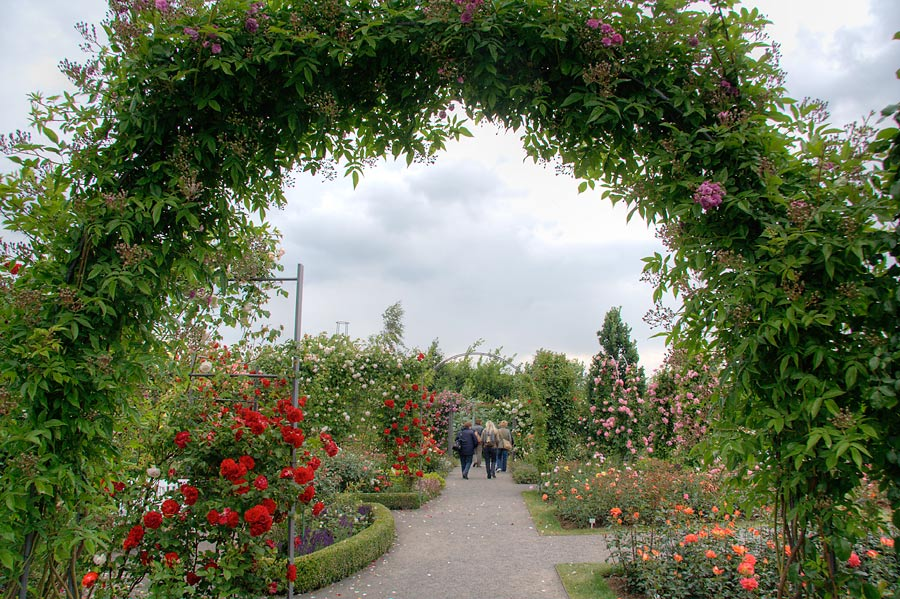
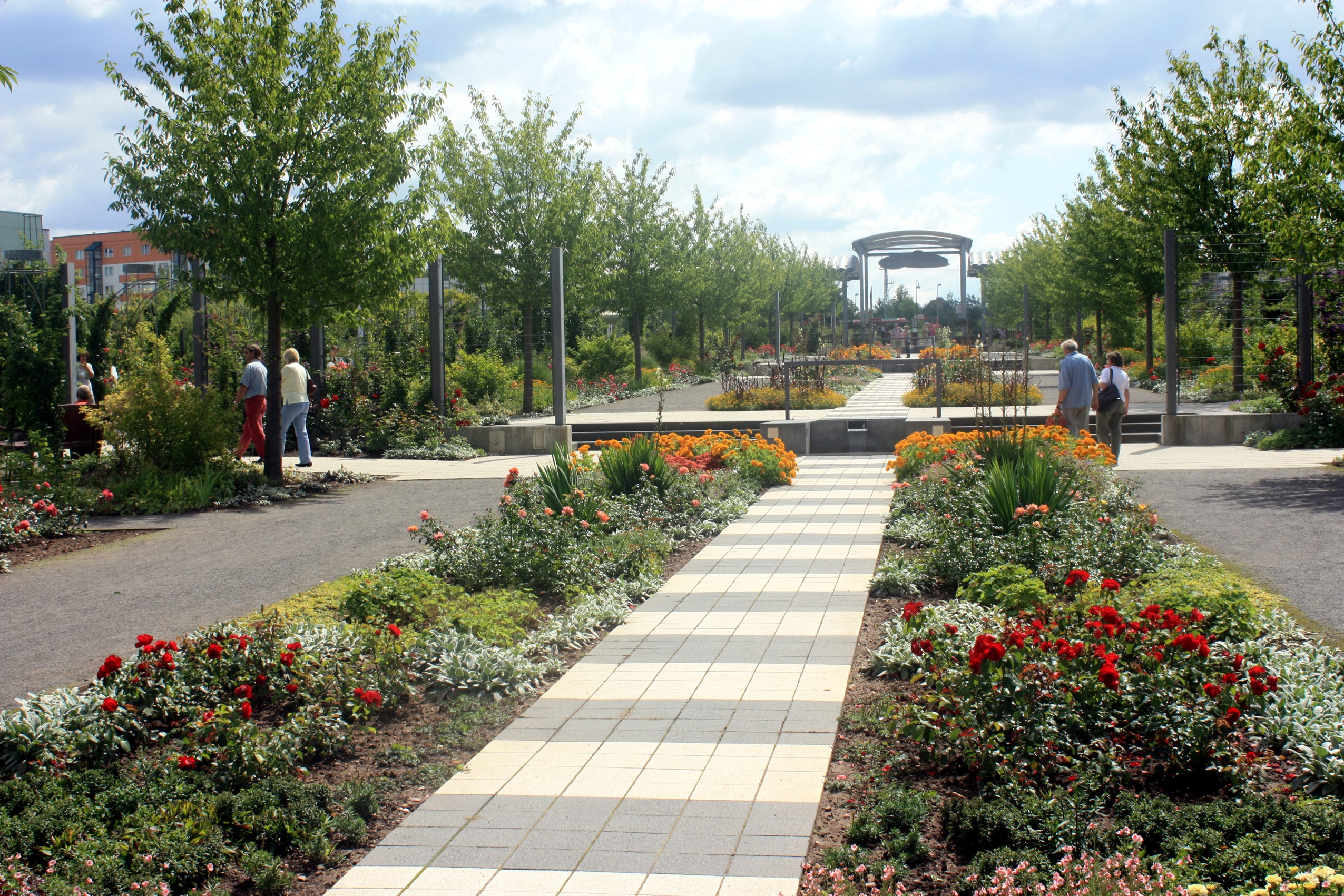
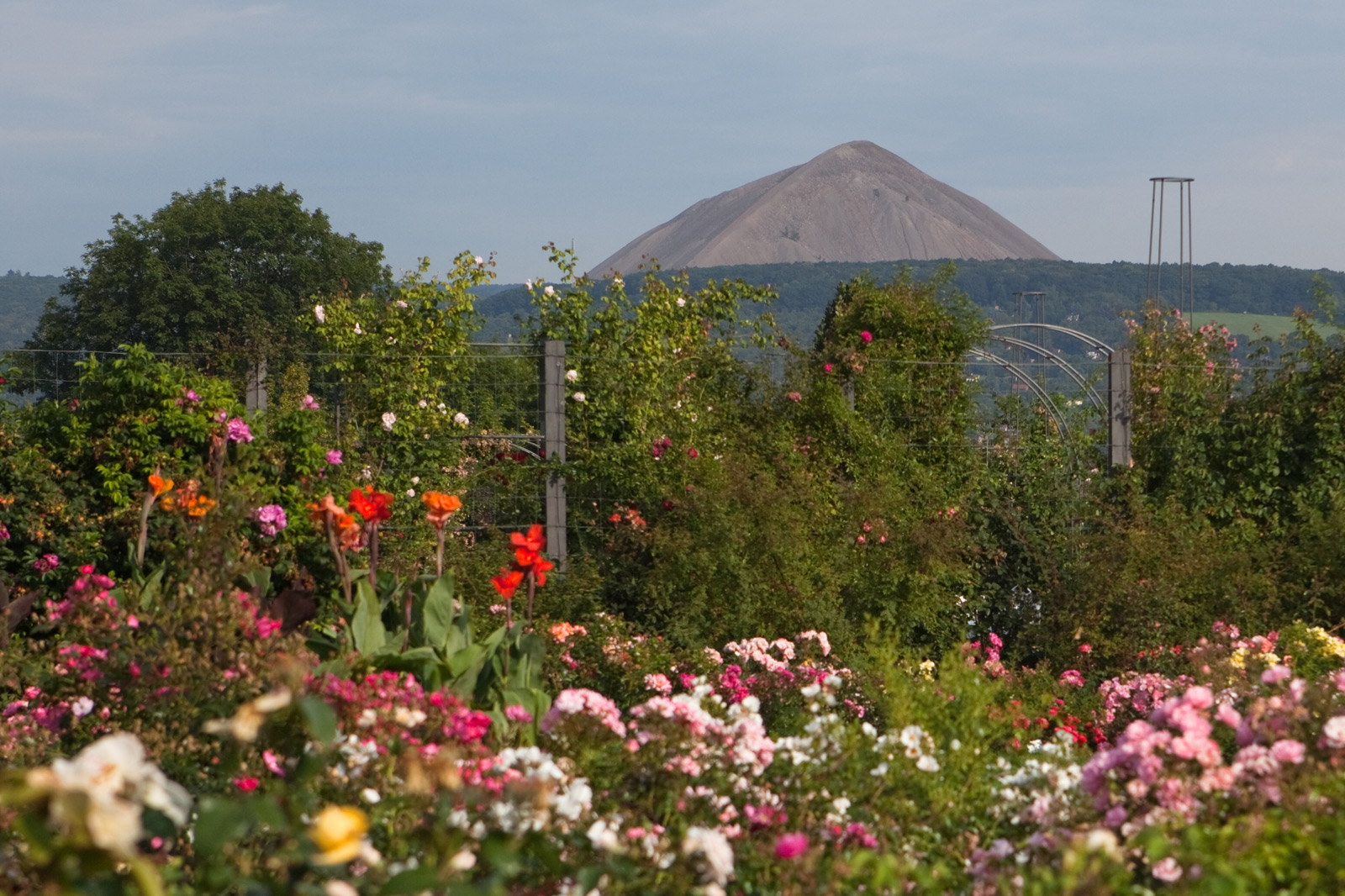
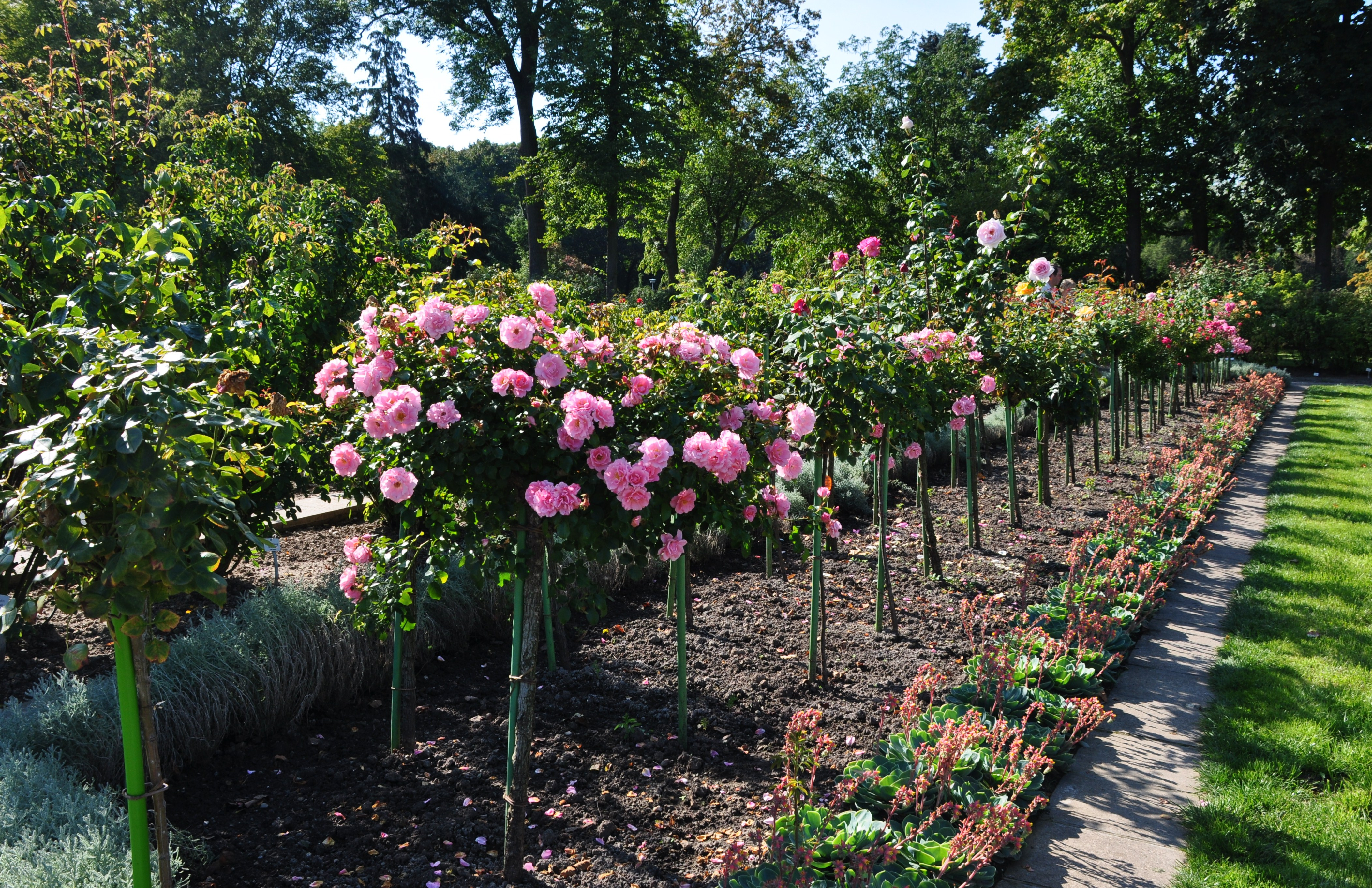
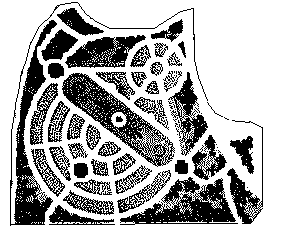

## Népesség
A település népességének változása:
| Lakosok száma | 27 546 | 26 798 | 26 297 | 25 419 | 25 441 | 25 300 |
|               | 2014   | 2017   | 2019   | 2021   | 2022   | 2023   |